# Xenia Silberberg
Xenia Silberberg (1906 – Losanna, 27 gennaio 1952) è stata un'antifascista e scrittrice italiana, nota anche come Marina Sereni, per il cognome assunto con il matrimonio e il nome scelto durante la clandestinità antifascista.

## Biografia
Nata nel 1906 dai rivoluzionari russi Xenia Pamphilova e Lev Silberberg, si trasferì in Italia in tenera età, al seguito della madre, riparata a Roma dopo la condanna a morte del compagno eseguita dal regime zarista.
Incontrò Emilio Sereni, che sposò nel 1928, diventando quindi una militante comunista. Dopo l'arresto del marito nel 1930, mantenne i rapporti tra il recluso e il partito. Nel 1935 espatria clandestinamente in Francia, con il marito e la prima figlia; a Parigi, insieme a Teresa Noce, pubblicò nel 1937 il foglio clandestino Noi donne, che diventerà poi un seguitissimo mensile femminile di politica e cultura. Con il nome Marina, assunto negli anni della clandestinità, scrisse il libro autobiografico I giorni della nostra vita, pubblicato solo nel 1955. Il libro avrà una straordinaria diffusione tanto da essere un vero e proprio best seller, tirato per oltre un milione di copie e proposto dal partito come modello pedagogico per le nuove generazioni per la sua adesione alla dottrina del Pci. La sua vicenda politica e familiare è narrata nel romanzo storico Il gioco dei regni, scritto dalla figlia Clara Sereni nel 1993.

## Opere
- Marina Sereni, I giorni della nostra vita, Roma, Edizioni di Cultura Sociale, 1955. (ed edizioni successive)